# Виккерс, Майкл
Майкл Дж. Виккерс (род. 27 апреля 1953) — помощник министра обороны США по специальным операциям и ограниченным конфликтам. Кадровый военный, начинал карьеру в специальных войсках США.
В качестве сотрудника ЦРУ играл ключевую роль в программе поставок вооружений силам афганского сопротивления (Операция «Циклон»).
В 2023 году вышла его книга мемуаров "Всеми доступными средствами" (By All Means Available: Memoirs of a Life in Intelligence, Special Operations, and Strategy, by Michael G. Vickers, Knopf, 2023).